# 高田衿奈
高田 衿奈（たかた えりな、1988年6月14日 - ）は、東京都練馬区出身の女優。日本舞踊玉川流名取、玉川扇千代の名を持つ。株式会社ケイエムシネマ企画所属。

## 人物
東洋英和女学院中等部・高等部、中央大学法学部法律学科卒業。2009年中央大学ミスコンにて準ミス。
高校時代は宝塚に憧れ、大学進学を条件に両親から宝塚受験を許してもらう。その様子はTBS「学校へ行こう！」の「宝塚受験スペシャル ガケっぷち高3最後の挑戦」という企画で放映された。宝塚受験は最終試験で不合格となるが大きな反響を呼び、いくつかの芸能事務所からスカウトを受けることとなった。
2007年モデル事務所オフィス・トキに所属。CMやポスターなど広告関係を中心に活動をはじめる。
2008年より奈良橋陽子主催のUPSアカデミーにて演技を2年間学ぶ。日本人俳優として日本文化を身に着けることへの大切さを知るに至り2010年に日本舞踊玉川流に入門。2013年9月名取（玉川扇千代）となる。兄弟子には真田広之がいる。
2016年、株式会社ケイエムシネマ企画に移籍。女優として、活動の場を広げている。

## 出演

### 映画
- 何者（2016年）
- 平成仮面ライダー20作記念 仮面ライダー平成ジェネレーションズ FOREVER（2018年） - アタルの母役
- ミッシング（2024年5月17日公開、ワーナー・ブラザース映画） - ニュースアンカー 役[8]

### テレビドラマ
- 忠臣蔵の恋〜四十八人目の忠臣〜（2016年9月24日 - 2017年2月25日、NHK総合） - 奥女中しの 役
- 世にも奇妙な物語‘17春の特別編(2017、フジテレビ）「夢男」 - 文子 役
- 越路吹雪物語（2018年、テレビ朝日） - 宝塚の先輩 役
- ゼロ 一獲千金ゲーム第6話（2018年、日本テレビ） - 在全の愛人 役
- 赤ひげ2第1話（2019年、NHK BSプレミアム） - およね 役
- キワドい2人-K2-池袋署刑事課 神崎・黒木第4話（2020年、TBS） - レポーター 役
- 歴史迷宮からの脱出〜リアル脱出ゲーム×テレビ東京〜第6話（2020年、テレビ東京） - 女性アナ 役
- ドラマスペシャル ドクターY〜外科医・加地秀樹〜（2021年、テレビ朝日） - 若い頃の鮎子　役
- 相棒 Season20 第11話（2022年1月1日、テレビ朝日） - 袴田事務所事務員 役
- 花嫁未満エスケープ第11話（2022年6月17日、テレビ東京） - 看護師 役
- 相棒21元日スペシャル season21 第11話「大金塊」（2023年1月1日、テレビ朝日） - 袴田事務所事務員 役
- 罠の戦争 第11話（2023年、関西テレビ・フジテレビ）- キャスター 役
- ブラックポストマン （2023年、テレビ東京） -  あさひの市職員役
- 全領域異常解決室 第3話（2024年10月23日、フジテレビ） - 母親 役[9]

### 海外ドラマ
- ハロハロハウス（2016年、フィリピン国営放送）　-　川崎香織　役

### CM
- キンチョープレシャワー「はじまるで」篇、「検索してや」篇[10]
- ユンケル「あなたとふたりのイチロー篇」[11]
- ユニバーサル・スタジオ・ジャパン「NO LIMIT!!サマー編」[12]

「きっと、ずっと、思い出す！今こそ、家族で春の別世界旅行へ！」篇